# Don't Look Back in Anger
Don't Look Back in Anger è una canzone della band inglese Oasis, pubblicata come quarto singolo nel 1996 dall'album di maggior successo del gruppo, (What's the Story) Morning Glory? (1995). Diventò il secondo singolo del gruppo a raggiungere la vetta delle classifiche musicali del Regno Unito, dove fu anche disco di platino.
La canzone è stata scritta da Noel Gallagher, che ne è anche l'interprete. È il primo singolo degli Oasis nel quale Noel sostituisce il fratello Liam come voce principale.
Nell'ottobre 2006, in un sondaggio tra i lettori di Q Magazine, è stata indicata come la ventesima canzone più bella di tutti i tempi. Nel febbraio 2012 è stata premiata come "ritornello più esplosivo di tutti i tempi" dalla rivista NME. Nel 2015, in un sondaggio tra i lettori della rivista Rolling Stone, è stata votata come la seconda miglior canzone Britpop dopo Common People dei Pulp. Nell'agosto 2020 è stata eletta migliore canzone degli anni '90 dagli ascoltatori di Absolute Radio 90s.

## Genesi della canzone
Noel Gallagher, parlando della canzone, ha affermato:
(Noel Gallagher)
Sul personaggio di Sally, cui fa riferimento nel ritornello della canzone, ha commentato:
Noel ha poi dichiarato che il personaggio di Lyla, singolo del 2005, è la sorella di Sally. Nell'intervista visionabile sul DVD della special edition della raccolta Stop the Clocks, lo stesso Gallagher ha rivelato che una ragazza un giorno gli si è avvicinata e gli ha domandato se per caso Sally non fosse la stessa ragazza della canzone Sally Cinnamon degli Stone Roses. Noel ha replicato che non ci aveva mai pensato, ma che poteva essere una buona idea.
Noel ha anche ammesso che alcuni versi del brano sono chiari riferimenti al celebre frontman dei Beatles, John Lennon:
Il verso "revolution from my bed" fa probabilmente riferimento ai leggendari bed-ins pacifisti di Lennon del 1969. Inoltre la parte di piano nell'intro della canzone ricorda fortemente la canzone Imagine dello stesso Lennon. Il titolo del brano, invece, è forse ispirato alla canzone Look Back in Anger di David Bowie, dell'album Lodger, o all'omonima opera teatrale di John Osborne, dalla quale Bowie prese, a sua volta, ispirazione per il suo pezzo. La strofa "stand up beside the fireplace and take that look from off your face (allontanati dal camino e non fare quella brutta faccia)", si riferisce a un episodio dell'infanzia dei fratelli Gallagher: con questa frase vennero infatti rimproverati una volta dalla madre mentre stavano cercando di fare una foto di famiglia. Nel 2019, in un'intervista al periodico Esquire, Noel disse:
(Noel Gallagher)
Nel 2006, durante un'intervista radiofonica, Liam Gallagher ha dichiarato che fu lui a inventare la parte di testo "So Sally can wait", dato che il fratello maggiore aveva dei problemi con quel verso all'epoca. Noel ha confermato questa dichiarazione in un'intervista al NME, ammettendo:
Paul McCartney disse su Don't Look Back in Anger: "Ci troviamo davanti ad una delle melodie più belle di tutti i tempi."

## Esibizioni dal vivo
La canzone era una presenza fissa nelle scalette dei concerti della band e vedeva una particolare partecipazione emotiva dei fan, che la indicavano come uno dei brani preferiti del gruppo di Manchester. Durante i concerti Noel era solito rimanere in silenzio durante il ritornello, lasciando che fossero i fan a cantarlo.
La canzone venne suonata per la prima volta in un concerto a Sheffield, il 22 aprile 1995. Noel era talmente eccitato dal potenziale del brano che in quell'occasione decise di usare un set acustico per presentarlo, seppure in una fase embrionale, senza la seconda strofa e con alcune trascurabili differenze nel testo. Disse di averlo scritto soltanto quattro giorni prima (il 18 aprile) in una stanza d'albergo di Parigi, dove gli Oasis erano in tour con i Verve, e di non avergli ancora dato nemmeno un titolo.
Una delle esibizioni dal vivo più celebri della canzone è sicuramente quella eseguita il 21 luglio 2000 al Wembley Stadium, contenuta nell'album live Familiar to Millions.
Nel 2008, durante il tour di Dig Out Your Soul, la canzone è stata suonata in versione acustica e con accordi modificati rispetto all'originale (capotasto sul quarto tasto).
Il 24 giugno 2017 il brano è stato cantato per la prima volta in pubblico da Liam Gallagher, che ne ha presentato una versione a cappella al Festival di Glastonbury.

## Video musicale
Il videoclip dalla canzone, diretto da Nigel Dick in California, vede la partecipazione dell'attore Patrick Macnee, il protagonista della nota serie televisiva Agente speciale degli anni sessanta. Il video inizia con Macnee che, bombetta e ombrello, a bordo di un taxi londinese Austin, accompagna gli Oasis in una enorme villa in mezzo al verde. Il protagonista assoluto è Noel Gallagher, che indossa tipici occhiali beatlesiani e che viene inquadrato con insistenza, pur non eclissando gli altri membri della band. Una volta giunti nella villa, al gruppo, che esegue la canzone, fanno da contorno trenta giovani cameriere. Nel video si vede Noel suonare in giardino e sulla soglia di una porta che dà su una piscina, al cui centro è sospeso su una piattaforma il batterista Alan White, che proprio sul set del video conobbe Liz Atkins, futura moglie. Nella scena finale Noel, mentre è sulla via del ritorno a bordo dell'auto, saluta una delle cameriere intonando le ultime strofe della canzone.

## Tracce
CD
CRESCD 221
1. Don't Look Back in Anger – 4:48
2. Step Out – 3:40
3. Underneath the Sky – 3:20
4. Cum On Feel the Noize – 5:09

7"
CRE 221
1. Don't Look Back in Anger – 4:48
2. Step Out – 3:40

12"
CRE 221T
1. Don't Look Back in Anger – 4:48
2. Step Out – 3:40
3. Underneath the Sky – 3:20

Cassetta
CRECS 221
1. Don't Look Back in Anger – 4:48
2. Step Out – 3:40

## Formazione
- Noel Gallagher – voce, chitarra solista, mellotron
- Paul "Bonehead" Arthurs – chitarra ritmica, piano, organo Hammond
- Paul "Guigsy" McGuigan – basso
- Alan White – batteria, egg shaker, tamburello

### Altri musicisti
- Owen Morris – archi Kurzweil

## Classifiche
| Classifica (1996)         | Posizione massima |
| ------------------------- | ----------------- |
| Australia                 | 19                |
| Belgio (Vallonia)         | 35                |
| Canada                    | 24                |
| Canada (rock/alternative) | 2                 |
| Europa                    | 8                 |
| Finlandia                 | 3                 |
| Francia                   | 24                |
| Germania                  | 57                |
| Irlanda                   | 1                 |
| Italia                    | 19                |
| Norvegia                  | 19                |
| Nuova Zelanda             | 20                |
| Paesi Bassi               | 30                |
| Regno Unito               | 1                 |
| Spagna                    | 11                |
| Stati Uniti               | 55                |
| Stati Uniti (alternative) | 10                |
| Stati Uniti (pop)         | 33                |
| Svezia                    | 2                 |
| Svizzera                  | 27                |